# Bandola andina colombiana
La bandola andina colombiana / bandolina es un instrumento de cuerda del género bandola, se puntea con plectro, de dieciséis (16) cuerdas con órdenes de dos dobles y cuatro triples; deriva de la bandurria y la mandolina; usado para la interpretación de la música tradicional andina colombiana, por su versatilidad y sonoridad, también se ejecuta en otros géneros musicales, como: tango, milonga, polca, etc. Suele interpretarse solo o acompañado con tiple y guitarra, conformando tríos andinos tradicionales colombianos, estudiantinas, o formando parte de grupos musicales de: bandolas o sinfonía.
La bandolina (/bandola andina colombiana) adquiere su nombre por la localización geográfica en donde se ha desarrollado. A esta zona se le denomina Región Andina de Colombia, que está compuesta por los siguientes departamentos: Antioquia, Boyacá, Caldas, Cauca, Cundinamarca, Huila, Nariño, Norte de Santander, Quindío, Risaralda, Santander, Tolima y Valle del Cauca. La bandolina es el instrumento melódico por excelencia en los ritmos tradicionales del folclor de esta región, como son el bambuco, el pasillo, la danza, la guabina, el torbellino, entre otros. El nombre original de bandolina se le asignó (a este instrumento musical) de forma popular en el departamento del Meta (Colombia), cuando se usaba la bandola andina colombiana (16 y 14 cuerdas), en grupos de joropo, hasta mediados del siglo XX, junto con los nombres de lira y matamata; esto también influyó dentro de la evolución musical, por su uso en el joropo, en la región araucana colombiana, extendiendo el nombre a otro cordófono, a la mandolina (siendo estos dos instrumentos musicales asemejados por su nombre y forma).

## Etimología de bandolina
Bandolina, es el nombre (abreviado) de la denominación bandola andina colombiana (bandolina), originado y asignado de forma popular en el Meta (Colombia), cuando se usaba en los grupos musicales de joropo, hasta mediados del siglo XX; actualmente en el diccionario de la Real Academia Española (RAE), se define como mandolina (por similitud), sin que en la misma determine el origen de este vocablo.
La persona que interpreta la bandolina se llama bandolinista.

## Partes de la bandolina
1. Clavijero
2. Clavija
3. Hueso
4. Contratraste
5. Trastes
6. Diapasón
7. Taco
8. Boquilla
9. Boca
10. Aros
11. Tapa Armónica
12. Tapa Trasera
13. Puente
14. Pontezuela
15. Rabiza (Tiracuerdas)

## Afinación
La afinación de la bandola andina colombiana / bandolina es la siguiente:

Tesitura

1. Primeras: Sol (G5)
2. Segundas: Re (D5)
3. Terceras: La (A4)
4. Cuartas: Mi (E4)
5. Quintas: Si (B3)
6. Sextas: Fa # (F#3)

## Familia de las bandolas andinas

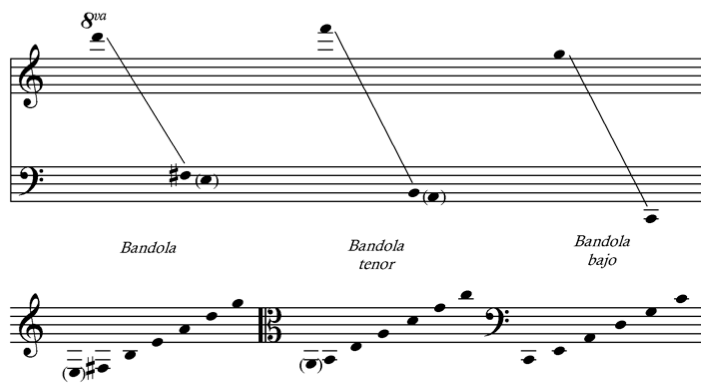
Tesitura de la familia de bandolas

Familia de bandolas conformada por la bandola, la bandola tenor y la bandola bajo.
En su monografía Cuerdas Más, Cuerdas Menos, el investigador colombiano, Manuel Bernal, describe esta familia de bandolas colombianas con información detallada.
Esta familia de Bandolas ha sido llevada a la práctica por las agrupaciones colombianas Cuarteto Perendengue y la Orquesta Colombiana de Bandolas.
1. Bandola: la misma bandola andina colombiana.
2. Bandola tenor: la primera de estas fue construida por el Luthier Alberto Paredes en 1989 y se diferencia de la bandola normal por su sonido lleno y agradable.
3. Bandola bajo: bandola con una caja armónica de gran tamaño, con una "cintura" o escotadura para poder sostener mejor el instrumento. Posee una sonoridad algo menor al de las otras bandolas de esta familia, por lo que debe ser interpretado de manera similar a la bandola llanera. Por su tamaño y registro no posee tiracuerdas y tiene un puente similar al de las guitarras de 12 cuerdas.

## Intérpretes
- Pedro Morales Pino
- Diego Estrada Montoya
- Plinio Herrera Timarán
- Jesús Zapata Builes
- Francisco Cristancho Salamanca
- Luis Fernando "El Chino" León Rengifo
- Ernesto Sánchez Gómez
- Julio Roberto Gutiérrez
- Fabián Forero Valderrama
- Felipe Andrés Sánchez Peña
- Jairo Rincón Gómez
- Christian Mendieta
- Manuel Bernal Martínez
- Diego Saboya González
- Alexander Olarte
- Carlos Augusto Guzmán
- Paulo Andrés Triviño
- Juan Pablo Diaz
- Diego Gómez
- Francisco Javier Rueda
- Felipe Bedoya
- Rolando Ramos Torres
- Oriana Medina Parada
- Leonardo Echeverry
- Leonardo García Ramírez
- John Jaime Villegas
- Javier Andrés Mesa M.
- Natalia Hurtatis
- Juan Pablo Becerra
- Juan Daniel Herrera
- Ricardo Mendoza[8]
- Sara Cardona
- Ronald Chana
- Oriel Mantilla Mantilla
- Rodrigo Mantilla Mantilla
- Ana Sofía Carvajal
- Iván Gabriel Poveda
- Germán Posada Estrada
- William Posada Estrada
- Diego Alexander Largo
- Juan David Bedoya Rincón
- Sergio Andrés Guzmán Guzmán
- Laura Marín Valencia
- Julián O. Castro Buriticá
- Andrés Felipe Román Rojas
- Julián Gutiérrez Herrera
- Andrés Felipe Cobo
- Jhon Brahiam Acevedo Echeverry
- Miguel Antonio Cardona
- Daylena Calle
- Samuel Olarte López
- Carlos E. Romero Pérez.

### Repertorio musical con bandolina
- Tango Uno, autor: Mariano Mores, intérprete: Guillermo Puerta,
- Ferrocarril de los altos, autor: Domingo Betancourt, intepretes: Trío Espíritu Colombiano (Diego Estrada Montoya),
- Lina Linda, compositor: Miguel Bocanegra, interprete: Guillermo Puerta acústico,
- Pasillo Chispas del compositor Milciades Garavito, Mauricio Posso Música,
- Rumba criolla, compositor: Emilio Sierra, interprete: sonsipuedes,
- Sonsipuedes La Vencedora (contradanza), compositor anónimo.